# Актабанська сільська рада
Актаба́нська сільська рада (рос. Актабанский сельский совет) — сільське поселення у складі Петуховського району Курганської області Росії.
Адміністративний центр — село Актабан.
Населення сільського поселення становить 620 осіб (2017; 838 у 2010, 1368 у 2002).
20 вересня 2018 року до складу сільського поселення була включена територія площею 191,53 км² ліквідованої Великокаменської сільської ради (село Велике Каменне, присілок Нова Леб'яжка).

## Склад
До складу сільського поселення входять:
| Населений пункт         | Населення, осіб (2002) | Населення, осіб (2010) |
| ----------------------- | ---------------------- | ---------------------- |
| Актабан, село           | 739                    | 574                    |
| Велике Каменне, село    | 316                    | 162                    |
| Нова Леб'яжка, присілок | 90                     | 31                     |
| Орлово, присілок        | 81                     | 14                     |
| Песьяне, присілок       | 142                    | 57                     |